# Johann Gottfried Eichhorn
Johann Gottfried Eichhorn (Dörrenzimmern (Ingelfingen, Alemania, 16 de octubre de 1752, – Göttingen, Alemania 27 de junio de 1827) fue un teólogo protestante alemán de la época de la Ilustración, pionero del orientalismo.

## Educación y trayectoria

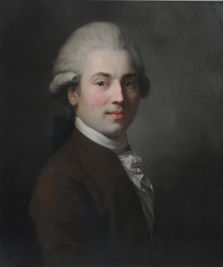
Johann Gottfried Eichhorn (1779), retrato de Anton Graff.

Eichhorn nació en Dörrenzimmern (ahora parte de la ciudad de Ingelfingen), en Hohenlohe-Oehringen, Eichhorn. Fue educado en la escuela estatal de Weikersheim, donde su padre era superintendente, luego ingresó en el gimnasio en Heilbronn y en la Universidad de Gotinga (1770–1774), estudiando bajo la supervisión de Johann David Michaelis. En 1774 se convertiría en el rector del gimnasio en Ohrdruf, en el Ducado de Sajonia-Gotha.

## Cátedra en la Universidad de Jena 1775–1788
En 1775 se convirtió en profesor de Lenguas Orientales en la facultad de Teología  de la Universidad de Jena. La publicidad para sus conferencias tenía el eslogan "Asuntos monetarios iniciales de los árabes (De rei numariae apud Arabas initiis)" sobre la base de las crónicas de Makin ibn al-'Amid. Más tarde lo cambiaría a  "Cartas sobre la acuñación Árabe (Briefe über das arabische Münzwesen)" por Johann Jacob Reiske. Johann dio las bases para la compilación de la primera bibliografía comentada de la numismática islámica en 1786con más de 100 páginas. Esta obra sigue siendo una herramienta de referencia y consulta para la literatura numismática hoy en día. Él también editó algunos trabajos históricos del Reiske, quién murió en 1774. 
Durante su cátedra en Jena él escribió su obra Introducción al Antiguo Testamento (Einleitung in das Alte Testament) el cual planteaba ideas innovadoras sobre el origen del pentateuco. En 1776 fundó la primera revista importante sobre Orientalismo: Repertorium für biblische und morgenländische Litteratur, y fue editor general hasta 1788.

## Cátedra en Gotinga 1788-1827
En 1788 fue elegido como profesor en Gotinga, donde enseñó y desarrolló el conocimiento sobre Lenguas Orientales, la exégesis del Antiguo Testamento y del Nuevo Testamento y sobre historia política. También fue elegido como un honorable miembro extranjero de la Academia Americana de Artes y Ciencias en 1825. Su salud se deterioró en 1825, pero continuó sus conferencias hasta que fue atacado por la fiebre el 14 de junio de 1827. Su hijo, Karl Friedrich, se convirtió en un jurista famoso.

## Aportes en el campo de la teología
Eichhorn ha sido mencionado como  "el fundador de la crítica  moderna del Antiguo Testamento". Reconoció el alcance de muchos problemas presentes en el texto de la Torá, dando inicio a una serie de discusiones alrededor de estos temas. - Mi problema más grande -  dice en el prefacio a la segunda edición de su obra  Einleitung-, -es que tuve que entrar en un campo de trabajo que nadie había abordado antes - se refería a la investigación de la naturaleza interna del Antiguo Testamento con la ayuda de la Alta Crítica bíblica". Sus investigaciones le llevaron a la conclusión de que "la mayor parte de los escritos del pueblo hebreo han pasado por varias manos". Dio por sentado que todos los eventos sobrenaturales relacionados en el Antiguo y el Nuevo Testamento eran explicables por principios naturales. Sugirió que los textos del Antiguo Testamento debían ser juzgados y analizados desde el punto de vista del mundo antiguo, y dar cuenta de ellos por las creencias supersticiosas que estaban entonces de moda en la cultura general. No percibió en los textos bíblicos ninguna idea religiosa que tuviera relevancia práctica o de mucha importancia para los tiempos modernos; le interesaban más por las narraciones históricas, que revelaban muchas ideas sobre la antigüedad.
Consideraba muchos libros del Antiguo Testamento como falsos, puso en duda la autenticidad de la Primera y Segunda carta de Pedro  y la Epístola de Judas, negó la autoría Paulina de la Primera y Segunda carta a Timoteo y a Tito. Sugirió que los evangelios canónicos se basaron en varias traducciones y ediciones de una versión primaria de un escrito en arameo, pero no apreció suficientemente (como David Strauss y los críticos Tübingen) las dificultades que una teoría física tiene que superar, ni tampoco apoyar sus conclusiones elaborarando las discusiones que considerara necesarias. Desafió la hipótesis agustiniana y la solución que ofrecía al problema sinóptico y propuso la Hipótesis del evangelio original  (1804), que argumentaba que se produjo una pérdida en los textos del evangelio original en arameo, que cada uno de los Evangelios sinópticos tenían en una forma diferente.